# جون سكالي
جون سكالي (بالإنجليزية: John Sculley)‏ (و. 1939  م) هو شخصية أعمال أمريكي، ولد في نيويورك.

## التعليم
تعلم في جامعة براون، وSt. Mark's School (Massachusetts) ‏، وكلية وارتون لإدارة الأعمال.

## روابط خارجية
- جون سكالي على موقع الموسوعة البريطانية (الإنجليزية)
- جون سكالي على موقع مونزينجر (الألمانية)
- جون سكالي على موقع إن إن دي بي (الإنجليزية)